# Растеде
Растеде (на немски: Rastede, Raastäe/Raas) е община в район Оснабрюк в Долна Саксония, Германия с 21 259 жители (към 31 декември 2013).

Намира се на 12 км северно от Олденбург и на около 25 км от Северно море.